# Andaniotes pseudolinearis
Andaniotes pseudolinearis is een vlokreeftensoort uit de familie van de Stegocephalidae. De wetenschappelijke naam van de soort is voor het eerst geldig gepubliceerd in 2001 door Berge.